# ドナルドの少年団長
『ドナルドの少年団』（ドナルドのしょうねんだん）、『ドナルドの少年団長』（ドナルドのしょうねんだんちょう、原題：Good Scouts）は、ウォルト・ディズニー・プロダクション（現：ウォルト・ディズニー・カンパニー）が制作したアニメーション短編映画作品。ドナルドダック・シリーズの第8作である。
第11回アカデミー短編アニメ賞にノミネートされた。

## あらすじ
ボーイスカウトとしてイエローストーン国立公園にやってきたドナルドとヒューイ、デューイ、ルーイ。ドナルドは張り切り、キャンプのやりかたを甥っ子たちに熱心に指導する。テント用の木に自分の体ほどの小さな木しか切れないヒューイに代わり巨木を切ろうとしたが、選んだ木があまりに堅すぎて失敗してしまった。続いてドナルドはテントをうまく張れない3人に代わり、近くの大きな木をねじ曲げてロープをつなぎ、枝に布を張ってテントを作る。ドナルドを褒め称える3人だったが、ロープはほどけ、テントの上に乗っていたドナルドは木にはじき飛ばされてしまった。
食料置き場に突っ込み小麦粉まみれになったドナルドに大笑いする3人。怒ったドナルドはそばにあったトマトケチャップを使って3人を驚かせようと企み、全身にトマトケチャップをつける。ドナルドが大怪我で血まみれになったと勘違いした3人は大急ぎでドナルドのもとへやってくる。いたずらが成功し笑うドナルドだったが、3人は救急箱から包帯を持ち出し、ドナルドを包帯でぐるぐる巻きにしてしまう。目にまで包帯を巻きつけられた上にご丁寧に副木までつけていたため、ドナルドはうまく動けず、再び食料置き場で転び、蜂蜜の瓶に口を突っ込み、体中蜂蜜まみれになってしまった。
そこに、蜂蜜のにおいをかぎつけ熊が現れた。ヒューイ・デューイ・ルーイは熊の姿を見るや包帯巻きのドナルドを置いて逃げ出してしまう。そんな状況を知らないドナルドは、熊がドナルドの足についた蜂蜜を舐めるのを甥っ子たちの仕業と勘違いするが、包帯がほどけ熊の姿を見るや驚愕する。一目散に逃げ出すものの、勢いあまって崖を飛び出してしまい、ちょうど吹きあがった間歇泉の上に転落。それを塞ごうとしてヒューイ達が放った球状の岩が、ドナルドを乗せて間歇泉に持ち上げられて熊もそこに飛び移り、果てしない追いかけっこになってしまう。

## スタッフ
- 監督：ジャック・キング
- 作画：エド・ラヴ、ジャック・ハンナ他
- 脚本：カール・バークス、ハリー・リーヴス

## キャスト
| キャラクター   | 原語版               | 旧吹き替え版        | 新吹き替え版 |
| -------------- | -------------------- | ------------------- | ------------ |
| ドナルドダック | クラレンス・ナッシュ | 関時男              | 山寺宏一     |
| ヒューイ       | クラレンス・ナッシュ | 土井美加 後藤真寿美 | 坂本千夏     |
| デューイ       | クラレンス・ナッシュ | 土井美加 後藤真寿美 | 坂本千夏     |
| ルーイ         | クラレンス・ナッシュ | 土井美加 後藤真寿美 | 坂本千夏     |
| ナレーション   | -                    | 江原正士            | -            |

## 日本での公開

### 収録
- 『ドナルド・ダック 西部を行く』（VHS、ポニー、バンダイ、「ドナルドの少年団」として収録、旧吹き替え版）
- 『ドナルドダック・クロニクル Vol.1 限定保存版』（DVD、ブエナ ビスタ ホーム エンターテイメント、新吹き替え版）